# David Marciano (Schauspieler)
David Marciano (* 7. Januar 1960 in New York) ist ein US-amerikanischer Schauspieler.

## Leben
Geboren in New York, zog er mit acht Jahren kurzzeitig nach Belleville um, bevor er später wieder in seine Geburtsstadt zurückkehrte. Während seiner Kindheit war Marciano noch vielmehr am Sport, insbesondere am Fußball, als am Schauspiel interessiert. Mit 17 kamen auf ihn dann ernste Probleme zu: Zum einen verprasste er viel Geld im Glücksspiel und zum anderen nahm er Drogen. Marciano schaffte es allerdings, sich selbst aus dieser Situation zu befreien. Daraufhin zog er nach Boston um und studierte Biomedizinische Technik an der Northeastern University. Marciano war in Mathematik sehr begabt, aber ein Wechsel zum Rechnungswesen kam für ihn nicht in Frage. Die Entscheidung für eine Schauspielerkarriere fiel erst mit einer Eignungsprüfung, die neben der Schauspielerei auch Architektur für ihn zum Ergebnis hatte.
Seine eigentliche Karriere begann mit einigen Gastauftritten in Fernsehserien, der erste 1987 in der Serie Kampf gegen die Mafia. Weitere Auftritte hatte er in China Beach, Duet und Superboy. Später spielte er in den Filmen The Last Don und Dark Spiral  mit. Der größte Erfolg gelang ihm mit Ein Mountie in Chicago, wo er den Polizisten Ray Vecchio spielte. Nach der Serie wirkte Marciano in der Serie Diagnose Mord sowie Für alle Fälle Amy, The Mind of the Morried und Chicken Man. Neuerdings war Marciano in Contract und Caught on tape tätig.
Marciano hat zwei Töchter und einen Sohn.

## Filmografie
- 1987: Kampf gegen die Mafia (Staffel 1, Folge 3)
- 1988: Hellbent
- 1988: Sonny Spoon (Staffel 1, Folge 2)
- 1988: Duet (Staffel 2, Folge 13)
- 1988: China Beach (Staffel 1, Folge 3)
- 1988: CBS Summer Playhouse (Staffel 2, Folge 17)
- 1988: Die tödliche Straße der Träume
- 1988: Ein Bulle aus Granit
- 1988: Superboy (Staffel 1, Folge 17)
- 1989: Harlem Nights
- 1990: Der Nachtfalke (Staffel 2, Folge 13)
- 1991: Disney Presents The 100 Lives of Black Jack Savage (Staffel 1, Folge 3)
- 1991–1993: Civil Wars
- 1993: Die Staatsanwältin und der Cop … Billy Gordon (2 Folgen)
- 1993: Gypsy
- 1994: SeaQuest (Staffel 1, Folge 15)
- 1994: Augen des Schreckens
- 1994–1996: Ein Mountie in Chicago
- 1996: Ein Hauch von Himmel (Staffel 3, Folge 11)
- 1997: The Last Don
- 1998: The Last Don II
- 1999: Dark Spiral
- 1999: Kilroy
- 1999: Diagnose: Mord
- 2000: Nash Bridges (Staffel 6, Folge 1)
- 2000–2001: Für alle Fälle Amy
- 2001: The Lot (Staffel 2, Folge 12)
- 2001: Providence
- 2002: JAG – Im Auftrag der Ehre (Staffel 8, Folge 5)
- 2002: The Mind of the Married Man
- 2003: Lady Cops – Knallhart weiblich (Staffel 3, Folge 4)
- 2003: New York Cops – NYPD Blue (Staffel 11, Folge 8)
- 2004: CSI: Den Tätern auf der Spur (Staffel 4, Folge 17)
- 2004: CSI: NY (Staffel 1, Folge 2)
- 2004: Spurensuche – Umwege zur Wahrheit
- 2004: Navy CIS (Staffel 2, Folge 4)
- 2005: Eyes (Staffel 1, Folge 1)
- 2005: Die himmlische Joan (Staffel 2, Folge 21)
- 2005–2008: The Shield – Gesetz der Gewalt
- 2006: Chicken Man
- 2006: Dark Mind
- 2009: Caught in the Middle
- 2009: Dr. House (Staffel 6, Folge 4)
- 2010: Contract
- 2010: Caught on Tape
- 2011: Criminal Minds: Team Red
- 2011–2013: Homeland
- 2016: 12 Monkeys (Fernsehserie; Staffel 2)
- 2016–2017: Bosch (8 Folgen)